# Alexa Guarachi
Alexa Guarachi (* 17. November 1990 in Fort Walton Beach, Florida) ist eine ehemalige US-amerikanische Tennisspielerin, die von 2015 bis zu ihrem Rücktritt 2024 für Chile antrat.

## Karriere
Guarachi, die am liebsten auf Hartplätzen spielte, begann im Alter von fünf Jahren mit dem Tennissport. Sie spielte hauptsächlich auf Turnieren des ITF Women’s Circuit, bei denen sie einen Einzel- und 20 Doppeltitel gewinnen konnte.
Bei den Wimbledon Championships 2018 gelang ihr über die Qualifikation erstmals der Einzug in das Doppel-Hauptfeld. 2020 erreichte sie an Seite von Desirae Krawczyk das Finale der French Open.
Im Februar 2018 spielte sie in Asunción gegen Paraguay erstmals für die chilenische Fed-Cup-Mannschaft. In ihrer Fed-Cup-Bilanz hat sie elf Siege und fünf Niederlagen zu Buche stehen.

## Turniersiege

### Einzel
| Nr. | Datum         | Turnier   | Kategorie   | Belag     | Finalgegnerin | Ergebnis       |
| --- | ------------- | --------- | ----------- | --------- | ------------- | -------------- |
| 1.  | 20. Juli 2014 | Vancouver | ITF $10.000 | Hartplatz | Yuka Higuchi  | 6:3, 1:6, 7:66 |

### Doppel
| Nr. | Datum              | Turnier        | Kategorie         | Belag             | Partnerin             | Finalgegnerinnen                         | Ergebnis          |
| --- | ------------------ | -------------- | ----------------- | ----------------- | --------------------- | ---------------------------------------- | ----------------- |
| 1.  | 17. Mai 2014       | Antalya        | ITF $10.000       | Hartplatz         | Kate Turvy            | Barbara Bonić Ximena Hermoso             | 6:3, 7:68         |
| 2.  | 31. Oktober 2014   | Oslo           | ITF $10.000       | Hartplatz (Halle) | Nina Stojanović       | Maryna Kolb Nadija Kolb                  | 6:4, 7:67         |
| 3.  | 8. November 2014   | Oslo           | ITF $10.000       | Hartplatz (Halle) | Darja Lodikowa        | Maryna Kolb Nadija Kolb                  | 6:3, 2:6, [10:6]  |
| 4.  | 5. Dezember 2014   | Santiago       | ITF $25.000       | Sand              | Lauren Albanese       | Fernanda Brito Eduarda Piai              | 6:4, 6:1          |
| 5.  | 17. Januar 2015    | Fort-de-France | ITF $10.000       | Hartplatz         | Shérazad Reix         | Rosie Johanson Gloria Liang              | 6:2, 6:1          |
| 6.  | 23. Januar 2015    | St. Martin     | ITF $10.000       | Hartplatz         | Ayaka Okuno           | Lena Litvak Sonja Molnar                 | 7:5, 6:3          |
| 7.  | 11. April 2015     | Jackson        | ITF $25.000       | Sand              | Caitlin Whoriskey     | Kateřina Kramperová Jessica Moore        | 6:74, 6:3, [11:9] |
| 8.  | 4. Juli 2015       | El Paso        | ITF $25.000       | Hartplatz         | Jennifer Brady        | Robin Anderson Maegan Manasse            | 3:6, 6:3, [10:7]  |
| 9.  | 11. Februar 2017   | Manacor        | ITF $15.000       | Sand              | Lauren Embree         | Jaeda Daniel Quinn Gleason               | 6:1, 7:5          |
| 10. | 18. März 2017      | Tampa          | ITF $15.000       | Sand              | Hsu Chieh-yu          | Emina Bektas Sanaz Marand                | 6:3, 4:6, [10:4]  |
| 10. | 7. Mai 2017        | Charleston     | ITF $60.000       | Sand              | Emina Bektas          | Kaitlyn Christian Sabrina Santamaria     | 5:7, 6:3, [10:5]  |
| 11. | 20. Mai 2017       | Naples         | ITF $25.000       | Sand              | Emina Bektas          | Sophie Chang Ulrikke Eikeri              | 6:3, 6:1          |
| 12. | 1. Juli 2017       | Auburn         | ITF $25.000       | Hartplatz         | Emina Bektas          | Ellen Perez Luisa Stefani                | 4:6, 6:4, [10:5]  |
| 13. | 4. November 2017   | Toronto        | ITF $60.000       | Hartplatz (Halle) | Erin Routliffe        | Ysaline Bonaventure Victoria Rodríguez   | 7:64, 3:6, [10:4] |
| 15. | 14. Januar 2018    | Daytona Beach  | ITF $25.000       | Sand              | Usue Maitane Arconada | Ulrikke Eikeri Ilona Kremen              | 6:3, 6:4          |
| 16. | 17. März 2018      | Irapuato       | ITF $25.000       | Hartplatz         | Erin Routliffe        | Desirae Krawczyk Giuliana Olmos          | 4:6, 6:2, [10:6]  |
| 17. | 14. April 2018     | Pelham         | ITF $25.000       | Sand              | Erin Routliffe        | Maria Mateas María José Portillo Ramírez | 6:1, 6:2          |
| 18. | 21. April 2018     | Dothan         | ITF $80.000       | Sand              | Erin Routliffe        | Sofia Kenin Jamie Loeb                   | 6:4, 2:6, [11:9]  |
| 19. | 4. Mai 2018        | Charleston     | ITF $80.000       | Sand              | Erin Routliffe        | Louisa Chiricon Allie Kiick              | 6:1, 3:6, [10:5]  |
| 20. | 22. Juli 2018      | Gstaad         | WTA International | Sand              | Desirae Krawczyk      | Lara Arruabarrena Timea Bacsinszky       | 4:6, 6:4, [10:6]  |
| 21. | 11. Mai 2019       | Bonita Springs | ITF W100          | Sand              | Erin Routliffe        | Usue Maitane Arconada Caroline Dolehide  | 6:3, 7:65         |
| 22. | 13. September 2020 | Istanbul       | WTA International | Sand              | Desirae Krawczyk      | Ellen Perez Storm Sanders                | 6:1, 6:3          |
| 23. | 27. Februar 2021   | Adelaide       | WTA 500           | Hartplatz         | Desirae Krawczyk      | Hayley Carter Luisa Stefani              | 6:74, 6:4, [10:3] |
| 24. | 13. März 2021      | Dubai          | WTA 1000          | Hartplatz         | Darija Jurak          | Xu Yifan Yang Zhaoxuan                   | 6:0, 6:3          |
| 25. | 29. Mai 2021       | Straßburg      | WTA 250           | Sand              | Desirae Krawczyk      | Makoto Ninomiya Yang Zhaoxuan            | 6:2, 6:3          |

## Abschneiden bei Grand-Slam-Turnieren

### Doppel
| Turnier         | 2018 | 2019 | 2020 | 2021 | 2022 | 2023 | Karriere |
| --------------- | ---- | ---- | ---- | ---- | ---- | ---- | -------- |
| Australian Open | —    | 1    | 2    | AF   | AF   | 2    | AF       |
| French Open     | —    | 1    | F    | 1    | 1    | 1    | F        |
| Wimbledon       | 1    | 1    |      | 1    | VF   | 1    | VF       |
| US Open         | 1    | AF   | 1    | HF   | AF   | 1    | HF       |

Zeichenerklärung: S = Turniersieg; F, HF, VF, AF = Einzug ins Finale / Halbfinale / Viertelfinale / Achtelfinale; 1, 2, 3 = Ausscheiden in der 1. / 2. / 3. Hauptrunde; Q1, Q2, Q3 = Ausscheiden in der 1. / 2. / 3. Qualifikationsrunde; nicht ausgetragen

### Mixed
| Turnier         | 2019 | 2020 | 2021 | 2022 | 2023 | Karriere |
| --------------- | ---- | ---- | ---- | ---- | ---- | -------- |
| Australian Open | —    | —    | 1    | AF   | —    | AF       |
| French Open     | —    |      | VF   | 1    | —    | VF       |
| Wimbledon       | 1    |      | 2    | 1    | —    | 2        |
| US Open         | —    |      | VF   | 1    | 1    | VF       |